# Grzegorz Szymczak
Grzegorz Szymczak (ur. 1974 ) – rusycysta, literaturoznawca.

## Życiorys
Studiował na Wydziale Lingwistyki Stosowanej i Filologii Wschodniosłowiańskich na Uniwersytecie Warszawskim. Doktorat Proza Wiktora Pielewina w kontekście rosyjskiego postmodernizmu obronił w 2004 roku. W latach 2005–2016 był adiunktem w Instytucie Rusycystyki Uniwersytetu Warszawskiego z funkcją koordynatora ds. mobilności.
Jest członkiem Stowarzyszenia Tłumaczy Literatury.

## Tłumaczenia
- Petersburg Noir (zbiór opowiadań) Warszawa 2015[4]
- Siergiej Lebiediew Granica zapomnienia Warszawa 2019[2]
- Siergiej Lebiediew Ludzie sierpnia Warszawa 2021[5]
- Siergiej Lebiediew Dzieci Kronosa Warszawa 2020[6]
- Siergiej Lebiediew Debiutant Warszawa 2021[7]
- Iwan Szmielow Słońce martwych Warszawa 2023[8]
- Alisa Ganijewa Góra wiecznej szczęśliwości Warszawa 2023[9]
- Siergiej Lebiediew Tytan Warszawa 2024[10]
- Siergiej Lebiediew Biała Pani Warszawa 2025[11]

## Nagrody
- 2019: finalista Literackiej Nagrody Europy Środkowej Angelus za tłumaczenie z języka rosyjskiego Granicy zapomnienia Siergieja Lebiediewa[12]
- 2020: Nagroda Czytelników im. Natalii Gorbaniewskiej dla Siergieja Lebiediewa Dzieci Kronosa[6]
- 2020: finalista Literackiej Nagrody Europy Środkowej Angelus za tłumaczenie z języka rosyjskiego Dzieci Kronosa Siergieja Lebiediewa[13]
- 2021: finalista Literackiej Nagrody Europy Środkowej Angelus za tłumaczenie z języka rosyjskiego Debiutanta Siergieja Lebiediewa[7]
- 2024:nominowany do Literackiej Nagrody Europy Środkowej Angelus za tłumaczenie z języka rosyjskiego Tytana Siergieja Lebiediewa[10]